# Sonotrella quadrivittata
Sonotrella quadrivittata is een rechtvleugelig insect uit de familie krekels (Gryllidae). De wetenschappelijke naam van deze soort is voor het eerst geldig gepubliceerd in 2006 door Liu, Shi & Ou.